# Psacadonotus insulanus
Psacadonotus insulanus är en insektsart som beskrevs av Rentz, D.C.F. 1993. Psacadonotus insulanus ingår i släktet Psacadonotus och familjen vårtbitare. IUCN kategoriserar arten globalt som starkt hotad. Inga underarter finns listade i Catalogue of Life.